# Sam Scott-Young
Pour les articles homonymes, voir Scott et Young.
Pas d'image ? Cliquez ici

a Compétitions nationales et continentales officielles uniquement.

b Matchs officiels uniquement.
 Samuel Joseph Norman Scott-Young, né le 7 avril 1967 à Townsville (Australie), est un joueur international australien de rugby à XV qui a joué avec Souths Rugby. Il évolue au poste de troisième ligne centre.

## Carrière

### En équipe nationale
Il a disputé son premier test match le 24 juin 1990 contre la France. Son dernier test match fut contre les All Blacks, le 25 juillet 1992.

## Palmarès
- 7 test matchs avec l'équipe d'Australie